# Arilds tid (film)
Arilds tid er en svensk-dansk dramafilm fra 1988 skrevet og instrueret af Hans Alfredson. Den er baseret på Vagn Lundbyes bog af samme navn, der også bidrog til manuskriptet. Filmen har blandt andre Benny Haag og Melinda Kinnaman i hovedrollerne.
Arilds tid fik premiere i Sverige den 31. marts 1988 og udkom i Danmark måneden efter den 8. april. Filmen fik for det meste negative anmeldelser fra både svenske og danske aviser, der var skuffet over resultatet.

## Handling
I det 16. århundredes Skåne søger en adelsmand efter sin forsvundne tvillingebror. En gruppe sigøjnere antager ham for broderen, og han lærer disse fredløse folks levevis at kende. Det får dog tragiske konsekvenser, at han ikke afslører sin identitet.

## Medvirkende (i udvalg)
- Benny Haag som Inge/Arrild
- Melinda Kinnaman som Isis
- Lill Lindfors som Cassandra
- Stellan Skarsgård som Peder Ulfstrand
- Gösta Ekman som Bjelke
- Stig Olin som tigger
- Baard Owe som Alchemedes
- Georg Årlin som Tilo
- Carl-Gustaf Lindstedt som Magnus Jelling
- Pierre Lindstedt som Knut Jelling
- Bengt Braskered som soldat